# Débats-Rivière-d'Orpra
Débats-Rivière-d'Orpra é uma comuna francesa na região administrativa de Auvérnia-Ródano-Alpes, no departamento de Loire. Estende-se por uma área de 3,41 km². Em 2010 a comuna tinha 161 habitantes (densidade: 47,2 hab./km²).